# XMM-Newton
Letjelica XMM-Newton je lansiran 10. prosinca 1999. Misija mu je trajala dvije godine plus dodatne četiri. Lansiran je uz pomoć rakete Ariane 5 s masom od 3800 kg. Postavljen je u 48 satnu orbitu. Njegova područja istraživanja su X-zrake izašle iz crne rupe, svojstva eksplodirajućih zvijezda, prirodu egzotičnih objekata. 
XMM-Newton je posebna letjelica. To je najveći znanstveni satelit sagrađen u ESA-i,  te s velikim zrcalima i osjetljivim instrumentima vidi najdublje u X-području. XMM-Newton kontrolira European Space Operations Centre (ESOC) u Darmstadtu, Njemačka, koristeći antene u Australiji, Čileu i Francuskoj Gvajani.

## Letjelica
Ime misije je skraćenica od X-ray Multi-Mirror (dizajn zrcala) te ime poznatog znanstvenika Isaaca Newtona. XMM-Newton je letjelica stabilizirana u sve tri osi te ima masu od 3,8 tona. Dugačak je 10 metara a s razvijenim solarnim pločama ima 16 metara. Letjelicu su gradili znanstvenici iz 14 europskih zemalja i nekoliko znanstvenika iz SAD.

## Instrumenti
Na letjelici su tri glavna znanstvena instrumenta:
- Epic-The three European Photon Imaging Cameras  - napravljen u 4 zemlje-UK, Italija, Francuska i Njemačka. Jedna kamera na Epicu koristi novi tip CCD kamere napravljen u Max Planck institutu u Njemačkoj.

- RGS – The two Reflection Grating Spectrometers

- OM – The Optical Monitor – daje kompletne podatke o izvoru X-zraka. Ovaj 30-centimetarski teleskop smješten u orbiti vidi isto kao i onaj na Zemljinoj površini promjera 4 metra.

## Orbita i navigacija
XMM-Newton je dosegao svoju konačnu orbitu tek nakon 8 dana nakon lansiranja. Satelit je bio poslan u privremenu orbitu; najbliži Zemlji na 850km a najudaljeniji na 114 000km. Kasnije je svojim potisnicima povećao svoju visinu 7000km na mjestu kada je najbliže Zemlji. 40 minuta nakon odvajanja letjelice s gornjeg stupnja rakete telemetrija sa XMM-Newtona je potvrdila razvijanje solarnih ploča. Nakon provjere sustava i orijentacije letjelice znanstvenici su čekali skoro jedan dan (22 sata) da XMM-Newton prođe iznad mjesta kada je najbliže Zemlji. Mali potisnici na letjelici su postupno povećavali visinu letjelice (7000km najbliže Zemlji, 114 000 najudaljeniji). Orbita kojom kruži je nagnuta za 40 stupnjeva u odnosu na ekvator. XMM-Newton je u svojoj orbiti dosegao gotovo jednu trećinu udaljenosti do Mjeseca. Na 114 000 km visine letjelica ide najsporije a na 7000km gotovo 9 puta brže nego na 114 000km. 

## Ariane 5
Ariane 5 je napravila svoje prvo uspješno lansiranje 30. Listopada 1997. Prije lansiranja XMM-Newtona Ariane 5 je u orbitu slala komunikacijske satelite te druge znanstvene i istraživačke satelite.
| 52 metra | 5,4 metra | 745 tona |